# Gelatinasi
Le gelatinasi sono enzimi in grado di degradare la gelatina animale mediante processi idrolitici; rivestono quindi un ruolo importante nella degradazione e nel rimodellamento della matrice extracellulare e, più in generale, del tessuto connettivo fibroso. Si tratta di metalloproteasi della matrice extracellulare.
Esistono molte diverse gelatinasi, due delle quali sono espresse anche negli esseri umani: la gelatinasi A (dette anche MMP-2) e la gelatinasi B (dette anche MMP-9), dove "MMP" sta per Matrix MetalloProteinase.
Questi enzimi sono presenti in un gran numero di organismi eucarioti, tra cui i mammiferi e gli uccelli; anche alcuni batteri, tra cui Pseudomonas aeruginosa, e alcuni funghi possiedono gelatinasi o enzimi analoghi a esse. Le gelatinasi MMP2 e MM9 sono coinvolte nell'angiogenesi nei roditori e nei lagomorfi a seguito di un danno alla cornea e conseguente riparazione tissutale; esse sono contenute nelle cellule stromali della cornea e sono iperespresse in caso di lesione corneale recente.
Alcune gelatinasi sono zinco-dipendenti; i loro siti attivi sono collocati su domini proteici con funzione catalitica e tipicamente contengono un atomo di zinco, cofattore necessario per il funzionamento dell'enzima. I siti attivi contengono anche residui di istidina e di glutammato, che conferiscono le proprietà catalitiche alla gelatinasi.